# سيكيورلي
تؤمّن شركة Securely (بأمان) تنقية إلكترونيّة لصفحات الإنترنت في المدارس، تسمح للأهل ولمديري المعلوماتيّة بالتحكّم بالأجهزة أثناء استخدامها. كما توفّر هذه الشركة خدمات مدعومة برأسمال مجازف على مدار السنوات الدراسية من الحضانة حتى الصف الثالث ثانوي. تمّ تأسيس الشركة عام 2012 من قبل مهندسَي الشبكات الالكترونيّة في شركة McAfee وهما Vinay Mahadlk  و Bharath Madhusudan.

ويُقال أنّ الشركة تستخدم تقنيّة التعليم العاطفي ومعالجة اللغات الطبيعية وتقنيات تعليمية الكترونيّة أخرى بغية دراسة الاختلاف بين ولد منخرط بنشاطات بحثيّة مقبولة، وبين الولد الّذي ينخرط في سلوك مؤذٍ وغير مقبول.
الفلسفة 

## الفلسفة
عادة ما يتمّ اللجوء إلى تنقية الشبكات الإلكترونية بهدف منع الأفراد من الولوج إلى بعض الصفحات الإلكترونيّة. فشركة Securely، التّي توفّر خدماتها للتلامذة منذ صف الحضانة حتّى التخرّج من المدرسة، تستخدم فلسفة تقوم على استعمال تنقية شبكات الإنترنت بهدف توفير بيانات للمدرسة حول كيفيّة استخدام طلّابها لأجهزتهم الفرديّة بطريقة إيجابيّة. 

## التقدير
في تشرين الأوّل من عام 2014، كانت شركة «سيكيورلي» من أوّل الشركات الّتي توفّر الخدمات من صف الحضانة حتّى الثالث ثانوي وتوقّع اتفاقيّة تعهّد الخصوصيّة للطالب وهي اتفاقية أسّسها كلّ من منتدى مستقبل الخصوصية وجمعيّة صناعة المعلومات والبرامج. في 12 كانون الثاني من العام 2015، حصلت الشركة ومجموعة من الشركات الأخرى كشركة «آبل» و«مايكروسفت» على تقدير من الرئيس باراك أوباما والبيت الأبيض وذلك لجهودهم في حماية بيانات التلاميذ وخصوصيّتهم.
وفي شباط 2015، تمّ تقييم شركة «سيكيورلي» من قبل صفحة الإنترنت التعليميّة المشهورة المسمّاة ب The Ed Tech Roundup وحصلت على تقدير 5 نجوم لمنتوجها المدرسيّ.  